# Exoprosopa linearis
Exoprosopa linearis är en tvåvingeart som beskrevs av Mario Bezzi 1924. Exoprosopa linearis ingår i släktet Exoprosopa och familjen svävflugor. Inga underarter finns listade i Catalogue of Life.